# Charles Jouanjan
Pour les articles homonymes, voir Jouanjan.
 (février 2024).
Si vous disposez d'ouvrages ou d'articles de référence ou si vous connaissez des sites web de qualité traitant du thème abordé ici, merci de compléter l'article en donnant les références utiles à sa vérifiabilité et en les liant à la section « Notes et références ».
Charles Jouanjan (né à Saint-Malo le 4 janvier 1852 mort dans la même ville le 1er avril 1913) est un avocat et homme politique français, maire de Saint-Malo de 1896 à 1902 et de 1904 à 1912.

## Biographie
Charles Marie Jouanjan, né à Saint-Malo, fils de Charles Mathurin Jouanjan et de Reine Geneviève Robinot. Après ses études de droit il devient avocat puis bâtonnier des avocats de Saint-Malo. Il est élu une première fois maire de mai 1896 à juillet 1902. Candidat du parti républicain il est conseiller général du canton de Saint-Malo-Nord de 1900 à 1913 et de nouveau maire de la cité de mai 1904 à mai 1912. C'est à ce titre qu'il inaugure la statue de Jacques Cartier en 1907. Il meurt à Saint-Malo en 1913